# Sharpay’s fabelhafte Welt
Sharpay’s fabelhafte Welt (Originaltitel: Sharpay's Fabulous Adventure oder auch High Stakes) ist ein Direct-to-Video-Film und ein Spin-off zu High School Musical. Die Hauptrolle wird von Ashley Tisdale gespielt.

## Handlung
Sharpay wird bei einem Auftritt entdeckt und reist zusammen mit ihrem Hund Boi nach New York. Dort findet sie aber heraus, dass nicht sie der Star in dem neuen Broadway-Stück sein soll, sondern ihr Hund. Deshalb übernimmt sie den Job als persönliche Assistentin von Amber Lee, dem großen Star der Show. Sie hofft, auf diese Art ihren Traum, selbst Musicalstar zu werden, verwirklichen zu können. Doch bald muss Sharpay feststellen, dass sich nichts so entwickelt, wie sie es sich vorgestellt hat.

## Besetzung und Synchronisation
| Rolle           | Schauspieler         | Dt. Synchronsprecher |
| --------------- | -------------------- | -------------------- |
| Sharpay Evans   | Ashley Tisdale       | Esra Vural           |
| Peyton Leverett | Austin Butler        | Paul Sedlmeir        |
| Amber Lee Adams | Cameron Goodman      | Stephanie Kellner    |
| Roger Elliston  | Bradley Steven Perry | Marco Roda           |
| Gill Samms      | Alec Mapa            | Dominik Auer         |
| Neal Roberts    | Jack Plotnick        | Jochen Bendel        |
| Mr. Vance Evans | Robert Curtis Brown  | Crock Krumbiegel     |
| Mrs. Evans      | Jessica Tuck         | Ulla Wagener         |
| Jerry Taylor    | Pat Mastroianni      | Patrick Schröder     |
| Dina            | Shadia Ali           | Ilena Gwisdalla      |

- Buch: Maren Rainer
- Dialogregie: Marina Köhler

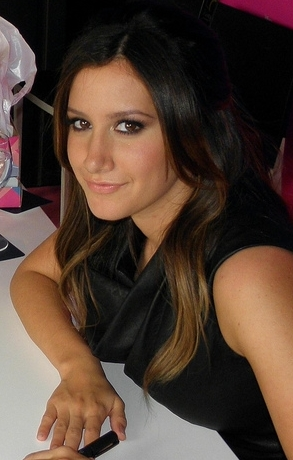
Hauptdarstellerin Ashley Tisdale während einer Autogrammstunde zum Film

- Deutsche Bearbeitung: FFS Film- & Fernseh-Synchron
- Aufnahmetonmeister: Daniel Dähne
- Synchronschnitt: Alexandra Seidl
- Mischtonmeister: Stefan Kinne
- Aufnahmeleitung: Monika Mnich
- Kreative Gesamtleitung: Ingrid Mahlberg

## Produktion
Am 31. März 2010 gaben Disney und Ashley Tisdale bekannt, dass es einen Film über Sharpay geben wird. Am 8. Juni 2010 wurde der Cast um Austin Butler und Bradley Steven Perry verstärkt.
Die Dreharbeiten fanden vom 25. Mai bis zum 6. Juli 2010 in Toronto, Canada statt.
Ashley Tisdale und Austin Butler standen schon für den Film Die Noobs – Klein aber gemein gemeinsam vor der Kamera. Außerdem hatte Lucas Grabeel als Ryan Evans einen Gastauftritt.
Der erste Trailer wurde im November 2010 im amerikanischen Fernsehen gezeigt. In Deutschland veröffentlichte der Disney Channel den ersten deutschen Trailer am 18. März 2011 auf YouTube und kurze Zeit später auch auf seiner Homepage. Der Film selbst wurde am 20. November 2011 auf ProSieben gezeigt.

## Ausstrahlung
Die amerikanische TV-Premiere fand am 22. Mai 2011 als Disney Channel Original Movie statt. Die deutsche TV-Premiere fand am 22. Oktober 2011 als Disney Channel Original Movie statt. Die Free-TV Premiere fand im Rahmen eines Disney Day am 20. November 2011 auf ProSieben statt.

### Einschaltquoten
| Fernsehsender      | Datum             | Zuschauer      |
| ------------------ | ----------------- | -------------- |
| Disney Channel USA | 22. Mai 2011      | 4,89 Millionen |
| ProSieben          | 20. November 2011 | 0,75 Millionen |
| Super RTL          | 9. Dezember 2011  |                |

## Musik
Ashley Tisdale gab bekannt, dass sie für den Film Songs einsingen wird.
Der Soundtrack wurde am 19. April 2011 in den USA erstmals digital zum Kauf angeboten, eine Veröffentlichung auf CD gab es am 17. Mai.
1. Gonna Shine – Ashley Tisdale
2. My Boi and Me – Ashley Tisdale
3. My Girl and Me – Ashley Tisdale & Shawn Molko
4. New York’s Best Kept Secret – Ashley Tisdale
5. The Rest of My Life – Ashley Tisdale
6. Baby – Lucas Grabeel
7. Walking on Sunshine – Aly & AJ
8. Fabulous (Remix) – Ashley Tisdale & Lucas Grabeel

## DVD
In den USA ist der Film am 19. April 2011 auf DVD erschienen. In Deutschland erschien er am 10. November 2011.